# José Corts Grau
José Corts Grau (Fortaleny, Ribera Baixa, 25 d'octubre de 1905 - València 4 de gener de 1995) fou un jurista valencià, rector de la Universitat de València durant el franquisme.

## Biografia
Va estudiar Dret a la Universitat de València entre 1924 i 1929. Va ser becari del Col·legi Major Sant Joan de Ribera de Burjassot. En finalitzar la carrera va obtenir el Premi Extraordinari de Llicenciatura.
Va ampliar estudis amb les principals figures del pensament del seu temps, tant en l'àmbit de la Filosofia del Dret, amb els institucionalistes francesos Georges Renard i Joseph Delos, com en l'àmbit de la filosofia general, en estudiar un curs amb Martin Heidegger a la Universitat de Friburg.
Va col·laborar en Acción Española, revista i societat cultural fundada per Ramiro de Maeztu en 1931 on hi col·laboraren José Calvo Sotelo, Víctor Pradera, José María Pemán, Rafael Sánchez Mazas o Ernesto Giménez Caballero entre molts altres.
En 1931 va obtenir el Premi Extraordinari de Doctorat després de defensar la seva tesi sobre el Pensamiento Político de Balmes. En 1935 va aconseguir la càtedra de Filosofia del Dret de la Universitat de Granada. En 1941 es va traslladar a la Universitat de València, on exercirà el seu magisteri fins a la jubilació.
Des de 1952 a 1967 va ser rector de la Universitat de València i procurador en Corts.

## Obres
- Filosofía del Derecho. Historia hasta el siglo XIII. Madrid, 1942.
- J. Luis Vives (Antología). Madrid, 1943.
- Filosofía del Derecho. Introducción Gnoseológica. Madrid, 1944.
- Balmes, filósofo social, apologista y político. Madrid, 1945
- Motivos de la España eterna. Madrid, 1946.
- Los humanismos y el hombre. Valencia, 1967.
- Actualización del pensamiento de Santa Teresa de Jesús en nuestra época. Valencia, 1997.